# Анастасия Якимова
Анастасия Якимова  (на беларуски: Настасься Якімава) е професионална тенисистка от Беларус. Тя започва да тренира активно тенис от 6-годишна възраст.
Най-успешната в кариерата на Анастасия Якимова е 2006 г., когато тя влиза в Топ 100 на женския тенис. При двойките тя се нарежда на 67-а позиция, а според постиженията си на сингъл 49-а позиция.
В професионалната си кариера беларуската тенисистка има спечелени десет титли от календара на Международната тенис-асоциация (ITF). Във витрината си с успехи, Анастасия Якимова има два спечелени финала на двойки, организирани от Женската тенис-асоциация (WTA). На 22 май 2006 по време на международния турнир „Истанбул Къп“, Якимова и украинската и партньорка Альона Бондаренко побеждават Саня Мирза и австралийката Алиша Молик с резултат 6:2, 6:4. Втората титла на двойки датира от 1 октомври 2007, по време на турнира „Ташкент Оупън“, когато заедно със своята сънародничка Екатерина Дзехалевич надделява над Татяна Пучек и Арина Родионова с 2:6, 6:4, 10:7. В биографичната справка за финалните мачове на двойки присъства и едно поражение, регистрирано от беларуската тенисистка и украинската и партньорка Олга Савчук. Двете тенисистки губят финалната среща на турнира в колумбийския град Богота от Флавия Пенета и румънката Едина Галовиц с резултат 2:6, 6:7.
В турнирите за Големия шлем Анастасия Якимова регистрира своето най-силно участие през 2007 г. по време на „Откритото първенство на Австралия“. В първия кръг на надпреварата тя елиминира шведската представителка София Арвидсон с резултат 6:3, 6:4. Във втория етап, беларуската тенисистка надделява над японката Ай Сугияма с 6:2, 2:6, 10:8. В третия кръг губи от чешката тенисистка Луцие Шафаржова с 3:6, 4:6.
На 19 март 2011 г. Якимова печели шампионската титла на сингъл от турнира, проведен в главния град на Бахамските острови Насау. Във финалната среща, тя побеждава представителката на Германия Анжелик Кербер с резултат 6:3, 6:2.